# Ekkehard Ehlers
Ekkehard Ehlers (* 1974 in Frankfurt am Main) ist ein deutscher Musiker, DJ und Klangkünstler. Seine Musik greift Einflüsse aus elektronischer Musik, Free Jazz und Folk auf. Neben Veröffentlichungen unter seinem bürgerlichen Namen nutzt Ehlers Pseudonyme wie Auch, Betrieb und Ferdinand Fehlers zur Veröffentlichung seiner Musik. Mit Sebastian Meissner produziert er unter dem Projektnamen Autopoieses und gemeinsam mit Albrecht Kunze als März.

## Leben und Werdegang
Der 1974 in Frankfurt geborene Ehlers studierte in seiner Heimatstadt zunächst Philosophie, wandte sich dann aber schnell der Musikproduktion zu. Von 1999 bis 2002 setzte er für den Choreografen William Forsythe verschiedene Ballettmusiken um. Sein Debütalbum Betrieb erschien 2000 beim Frankfurter Plattenlabel Mille Plateaux. Ab 2002 veröffentlichte Ehlers mit seiner Plays-Serie Hommagen an Künstler wie den Jazz-Musiker Albert Ayler, den Bluessänger Robert Johnson, den Regisseur John Cassavetes, den Schriftsteller Hubert Fichte und den Komponisten Cornelius Cardew. Die Veröffentlichungen wurden 2002 als Compilation-Album zusammengefasst, mit Linernotes von Diedrich Diederichsen und Thomas Meinecke versehen und auf Staubgold wiederveröffentlicht. Im gleichen Jahr erschien mit Love Streams das erste Album seines Projektes März, das auch international gute Kritiken erhielt.
2005 produzierte Ehlers mit dem Musiker David Toop die Compilation Childish Music mit „naiver Musik“ von Kazumasa Hashimoto, Lawrence, Devendra Banhart, Kammerflimmer Kollektief, Dr. Rockit, Maher Shalal Hash Baz, F.S. Blumm, Anne Laplantine und World Standard.
Er unterrichtet an der Hochschule der Bildenden Künste Saar und an der Merz Akademie in Stuttgart. Ehlers lebt in Frankfurt am Main und Berlin.

## Diskografie (Auswahl)

### Alben
- 2000: Ekkehard Ehlers – Betrieb (Mille Plateaux)
- 2000: Auch – Kiss Tomorrow Goodbye (Force Inc. Music Works)
- 2001: Stephan Mathieu. Ekkehard Ehlers – Heroin (Staalplaat)
- 2001: Ekkehard Ehlers & Joseph Suchy – White Cube Jazz (En/Of)
- 2000: Auch – Remix Tomorrow Goodbye (Force Inc. Music Works)
- 2002: Ekkehard Ehlers / Sebastian Meissner / Thom Willems – Music For William Forsythe (Whatness)
- 2002: Ekkehard Ehlers – Plays (Staubgold; Compilation-Album)
- 2003: Ekkehard Ehlers – Politik Braucht Keinen Feind (Staubgold)
- 2004: Ekkehard Ehlers / Joseph Suchy / Franz Hautzinger – Soundchambers (Staubgold)
- 2006: Ekkehard Ehlers – A Life Without Fear (Staubgold)
- 2009: Ekkehard Ehlers & Paul Wirkus – Ballads (Staubgold)
- 2012: Ekkehard Ehlers – Adikia (Staubgold)

### Singles und EPs
- 2000: Auch – Krautrock (Audio.nl)
- 2000: Auch – Laptop Ethics (Force Inc. Music Works)
- 2000: Auch – International Breakfast EP (Force Inc. Music Works)
- 2000: Ekkehard Ehlers – (This) (Fällt)
- 2001: Ekkehard Ehlers – Plays Albert Ayler (Staubgold)
- 2001: Ekkehard Ehlers – Plays Robert Johnson (Bottrop-Boy)
- 2001: Ekkehard Ehlers – Plays John Cassavetes (Staubgold)
- 2001: Betrieb – Harmolodic House (Klang Elektronik)
- 2001: Betrieb – Balthus EP (Klang Elektronik)
- 2002: Ekkehard Ehlers – Plays Hubert Fichte (Staubgold)
- 2002: Ekkehard Ehlers – Plays Cornelius Cardew (Bottrop-Boy)
- 2002: Betrieb – Schlechte Vörbilder (Klang Elektronik)
- 2003: Betrieb – Bubifunk EP (Klang Elektronik)
- 2004: Betrieb – Sekt EP (Klang Elektronik)
- 2005: Ferdinand Fehlers – Hearth (Meteosound)